# Perpendikulær (skibsteknisk)
 For alternative betydninger, se Perpendikulær. (Se også artikler, som begynder med Perpendikulær)
Perpendikulærerne (hoveddimension) er lodrette linjer som anvendes ved måling af skibes længde imellem PP (Lpp), som er lodrette linjer gennem henholdsvis konstruktionsspant 0 og 10 og/ eller den lodrette linje der skærer fronten af rorstamme og den lodrette linje der skærer skibets forstavn og vandlinje.